# Official Hige Dandism
Official Hige Dandism (Official髭男dism, viết cách điệu là Official HIGE DANdism) là một ban nhạc pop piano Nhật Bản. Nhóm thành lập vào năm 2012 dưới sự quản lí của công ty giải trí Lastrum Music Entertainment, và họ có màn ra mắt ấn tượng vào năm 2018 dưới sự quản lí của Pony Canyon. Câu lạc bộ fan hâm mộ chính thức có tên là "BROTHERS".

## Sự nghiệp âm nhạc
Fujihara Satoshi đã nói chuyện với Narazaki, một đàn anh cùng hoạt động trong một câu lạc bộ nhạc nhẹ khi học đại học, và với Matsuura, một đàn em khóa dưới, cùng Ozasa, một người bạn thân ở ngoài trường, để cùng thành lập nhóm vào ngày 7 tháng 6 năm 2012. Trước khi thành lập, Fujiwara đã chơi một ban nhạc cover với từng người trong nhóm ba người này .
- Tất cả các thành viên đều ở vị trí của một nhà sản xuất và họ không có một nhóm trưởng để tất cả các thành viên có thể chia sẻ ý kiến trên một nền tảng bình đẳng.
- Buổi live đầu tiên vào ngày 7 tháng 7 năm 2012.
- Vào năm 2012, nhóm đã đăng ký tham gia V-air Amaban 2012 nhưng không được tham gia vòng Grand Prix. Bài hát đầu vào là "Fresh Rain, Gokigenna-kun".
- Vào ngày 2 tháng 3 năm 2014, nhóm đã giành được giải thưởng Grand Prix tại cuộc thi Grand Prix V-air Amababan 2013 lần thứ 8. Bài hát chiến thắng là "Ai Nanda ga".
- Vào ngày 22 tháng 4 năm 2015, nhóm đã phát hành mini album đầu tiên "Love to Peace Ha Kimi no Naka", và ra mắt độc lập (không bao gồm các sản phẩm độc lập được phát hành trước đó).
- Ban đầu, các thành viên của nhóm sinh sống và tập luyện ở Matsue và Yonago, nhưng vào tháng 2 năm 2016, nhóm chuyển đến Tokyo để bắt đầu các hoạt động toàn diện. Ngay sau khi chuyển đến Tokyo, tôi được mời đến trình diễn live tại aiko.
- Nơi sinh (Shimane, Tottori) thường được thảo luận, nhưng các thành viên đã tuyên bố rằng họ đến từ San'in.
- Bài hát đầu tiên được phát hành vào năm 2017 (phát hành "TRAVEL FANTASISTA" cho Anka Ariyasu, người vẫn còn hoạt động solo tại Miroiro Clover Z).
- Phát hành đĩa đơn đầu tiên "No Doubt" vào ngày 11 tháng 4 năm 2018 và có màn ra mắt ấn tượng dưới chủ quản Pony Canyon. Đĩa đơn mới được viết và chọn làm bài hát chủ đề cho bộ phim truyền hình hàng tháng của Fuji TV "Confidence Man JP", và đây là lần đầu tiên nghệ sĩ indie được chỉ định làm bài hát chủ đề cho tháng 9 [2]. Ca khúc lọt vào bảng xếp hạng Billboard Japan Hot 100 trong 16 tuần liên tiếp.
- Giành giải thưởng Video nghệ sĩ mới xuất sắc nhất Nhật Bản tại MTV VMAJ 2018 cho bài hát đầu tay "No Doubt".
- Phát hành đĩa mở rộng thứ 2 "Stand By You EP" vào ngày 18 tháng 10 năm 2018 và liên tục được phát trên 27 đài FM/AM trên toàn quốc và cũng giành được vị trí số 1 vào tháng 10 về số lần phát sóng. Bài hát chủ đề "Stand By You" là một bài hát không tie-in (không kết hợp với các hình thức truyền thông khác) vào thời điểm đó, nhưng nó đã trở thành bài hát không tie-in đầu tiên lọt vào TOP 10 trên bảng xếp hạng "Billboard Japan Hot 100".
- Đĩa đơn thứ 2 "Pretender" được phát hành vào ngày 15 tháng 5 năm 2019. Đó là một bài hát mới được viết để làm bài hát chủ đề của bộ phim "Confidence Man JP -Romance-" và giành vị trí số 1 trong bảng xếp hạng phát trực tuyến hàng tuần của Oricon vào ngày 3 tháng 6 năm 2019, ở mức 2,371 triệu lần. Aimyon kết thúc kỷ lục hạng 1 liên tục trong 23 tuần.
- Phát hành đĩa đơn thứ 3 "Shukumei" vào ngày 31 tháng 7 năm 2019. Nhạc phẩm "Shukumei" được chọn là bát hát chủ đề cho giải Bóng chày Trung học toàn quốc Nhật Bản (Koshien Mùa hè) cùng năm.
- Vào ngày 10 tháng 10 năm 2019, album lớn đầu tiên, và cũng là album thứ hai của nhóm, "Traveler" đã được phát hành.
- Vào ngày 14 tháng 11 năm 2019, nhóm tham gia lần đầu tiên vào "NHK Kohaku Uta Gassen lần thứ 70" với ca khúc "Pretender".
- Vào ngày 12 tháng 2 năm 2020, video hoạt động "Official Hige Dandism one-man tour 2019@Nippon Budokan" và đĩa đơn thứ 4 "I LOVE..." được phát hành. "I LOVE..." được viết dưới dạng bài hát chủ đề của bộ phim trên đài TBS "Koi wa Tsuzukuyo Dokomo Domo", và ca khúc được nghe khoảng 9,8 triệu lần trên bảng xếp hạng bài hát phát trực tuyến "Streaming Song" của Billboard Nhật Bản vào ngày 30 tháng 3. Ca khúc đạt kỷ lục về số lượt nghe cao nhất và được cập nhật hàng tuần. Ngoài ra, ca khúc đã giành được vị trí đầu tiên trong sáu tuần liên tiếp.
- Vào tháng 6 năm 2020, thông báo rằng nhóm sẽ trực thuộc về IRORI Records, một thương hiệu con mới được ra mắt của Pony Canyon [3].
- Đĩa mở rộng thứ 3 "HELLO EP" sẽ được phát hành vào ngày 5 tháng 8 năm 2020 [4]. "HELLO" là một bài hát được viết làm bài hát chủ đề cho chương trình thông tin buổi sáng Fuji TV "Mezamashi TV". Ngoài ra, bài hát Laughter, là một bài hát mới được viết làm bài hát chủ đề của bộ phim The Confidence Man JP: Episode of the Princess.